# Konarak (Iran)
Konārak (farsi کنارک) è il capoluogo dello shahrestān di Konarak, circoscrizione Centrale, nella provincia del Sistan e Baluchistan in Iran. Aveva, nel 2006, una popolazione di 28.685 abitanti. 
Si affaccia sulla costa del Makran, nel golfo di Oman, sul versante ovest della baia di Chabahar.